# أطفال شوارع

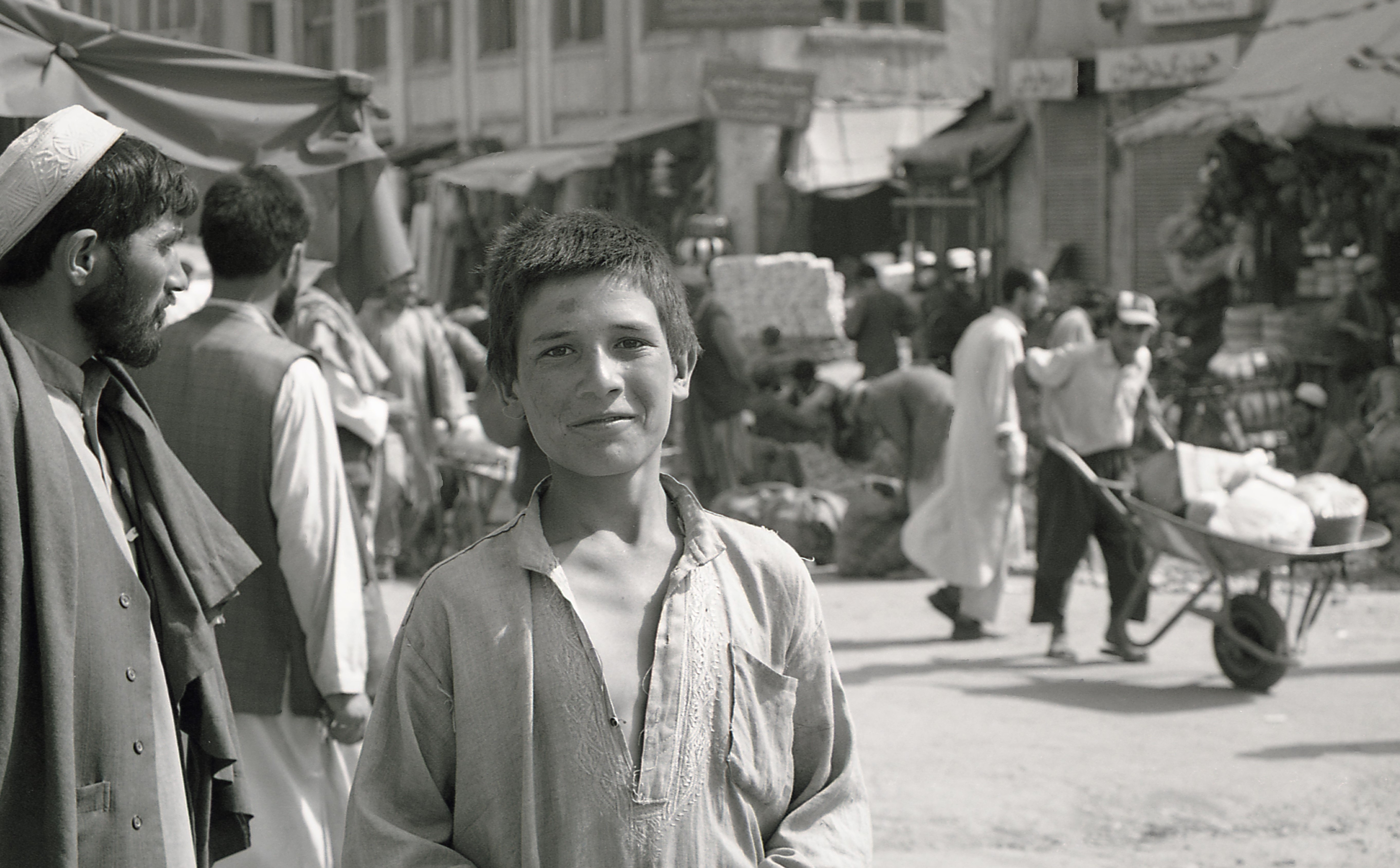
أحد أطفال الشوارع في أفغانستان.

أطفال الشوارع هم الأطفال تحت سن 18 عامًا الذين يعيشون بلا مأوى، ويقضون ساعات طويلة من يومهم كله في المساحات العامة وينتشرون في مناطق الجنوب من الكرة الأرضية وما يعرف بالبلاد النامية.
تشكل حقوق الطفل الشغل الشاغل للعالم أجمع، ليس لكونه إنسان بالدرجة الأولى كغيره من الفئات العمرية له حقوق بل لكونه يقع في فئة عمرية يحتاج للعناية والرعاية وتوفير كافة حقوقه له و حمايته من كل أشكال العنف والاستغلال . وكان الأساس أن البشرية أفضل مدينة للطفل بأفضل ما عندها وأن الآباء والمنظمات التطوعية وغيرهم مطالبين بالاعتراف بجميع الحقوق والحريات المنصوص عليها. وتعتبر مشكلة أطفال الشوارع قضية اجتماعية وليست مسؤولية مؤسسة بعينها بل مسؤولية الجميع.

## التعريف
هناك اختلاف على تعريف أطفال الشوارع، بينما البعض يحددون طفل الشارع بأنه الطفل الذي يعيش بصورة دائمة في الشارع بلا روابط أسرية أو بروابط أسرية ضعيفة، يذهب آخرون لضم كل الأطفال العاملين في شوارع المدن لتلك الفئة. وهذا الاختلاف في التعريف يؤدي لاختلاف كبير في تقدير الأعداد. تقسم اليونيسف أطفال الشوارع لثلاث فئات:
- قاطنون بالشارع: وهم الأطفال الذين يعيشون في الشارع (بصفة عامة بما يضمه من مبان مهجورة، حدائق عامة وأماكن أخرى) وهم أطفال يعيشون في الشارع بصورة دائمة أو شبه دائمة بلا أسر وعلاقاتهم بأسرهم الأصلية إما منقطعة أو ضعيفة جدا.
- عاملون بالشارع: هم أطفال يقضون ساعات طويلة يوميا في الشارع في أعمال مختلفة غالبا تندرج تحت البيع المتجول والتسول. وأغلبهم يعودون لقضاء الليل مع أسرهم و في بعض الأحيان يقضون ليلهم في الشارع.
- أسر الشوارع: أطفال يعيشون مع أسرهم الأصلية بالشارع. وتبعًا لهذا التعريف قدرت الأمم المتحدة عدد أطفال الشوارع في العالم ب 150 مليون طفل.

## أسباب انتشارهم
هناك العديد من الأسباب لانتشارهم من أهم الأسباب هو عدم اهتمام الحكومة بمتوسط دخل الفرد وعدم إنشاء دور الرعاية لهم وأيضاً من زنا المحارم.
- الفقر: والذي يجعل الأسر تدفع بأبنائها إلى ممارسة أعمال التسول والتجارة في بعض السلع الهامشية مما يعرضهم لانحرافات و إلى مخاطر الشوارع كذلك.
- الأوضاع الأسرية: تلعب الظروف الأسرية دورا أساسيا في انتشار ظاهرة أطفال الشوارع وأبرز تلك العوامل هي:
- تفكك الأسر إما بالطلاق أو الهجر أو وفاة أحد الوالدين.
- كبر حجم الأسرة عن الحد الذي يعجز فيه الآباء عن توجيههم وتلبية احتياجاتهم.
- ارتفاع كثافة المنزل إلى درجة نوم الأبناء مع الوالدين في حجرة واحدة.
- الخلافات والمشاحنات المستمرة بين الزوجين.

### العوامل المجتمعية
- نمو وانتشار التجمعات العشوائية التي تمثل البؤر الأولى والأساسية المستقبلة لأطفال الشوارع.
- التسرب من التعلم ودفع الأطفال إلى العمل و التسول في الشارع.
- قلة مدارس التعليم الإلزامي.
- نقص الأندية والأبنية.
- تفاقم حدة مشكلة الإسكان وعدم توافر المسكن الصحي وعدم تناسب السكن مع حجم الأسرة.
- اتساع مفهوم الحرية الفردية.
- ارتفاع نسبة البطالة بين أرباب الأسر التي تدفع بأطفالها إلى الخروج و التسول في الشارع.

### المشكلات الصحية وأبرزها
التسمم الغذائي: ويحدث للأطفال نتيجة أكل أطعمة فاسدة انتهت صلاحيتها للاستخدام الآدمي، ولكن أطفال الشوارع يجمعونها من القمامة ويأكلونها.
الجرب: فالكثير من أطفال الشوارع مصابون بالجرب.
التيفود: وهو مرض منتشر بين أطفال الشوارع نتيجة تناول خضروات غير مغسولة يجمعها أطفال الشوارع من القمامة أو بسبب تناول وجبة طعام تجمَّع عليها الذباب.
الملاريا: نتيجة لأن أطفال الشوارع معرضون لكميات هائلة من الناموس الناقل للملاريا أثناء نومهم في الحدائق العامة ليلاً دون أغطية تحميهم.
الأنيميا: يصاب أطفال الشوارع بالأنيميا نتيجة عدم تنوع واحتواء الوجبات التي يأكلونها على جميع المتطلبات الضرورية لبناء الجسم نتيجة فقرهم وعدم توفر نقود لديهم.
كحة مستمرة وتعب في الصدر: وذلك نتيجة استنشاق أطفال الشوارع لعوادم السيارات و لتعرضهم لها طوال اليوم بالإضافة إلى تدخينهم السجائر وتعرضهم لنزلات البرد في الشتاء نتيجة بقائهم في الشارع.